# 瓦尔滕施维尔
瓦尔滕施维尔（德語：Waltenschwil）是瑞士阿尔高州的一个市镇。该市镇总面积为4.54平方千米，截至2018年12月31日总人口为2,933人。